# Bojan Kumar
Bojan Kumar, slovenski hokejist, * 3. avgust 1950, Ljubljana.
Kumar je bil dolgoletni član kluba HK Olimpija Ljubljana. Za jugoslovansko reprezentanco je nastopil na Olimpijskih igrah 1972 v Saporu in 1976 v Innsbrucku. 